# Figurativ konst

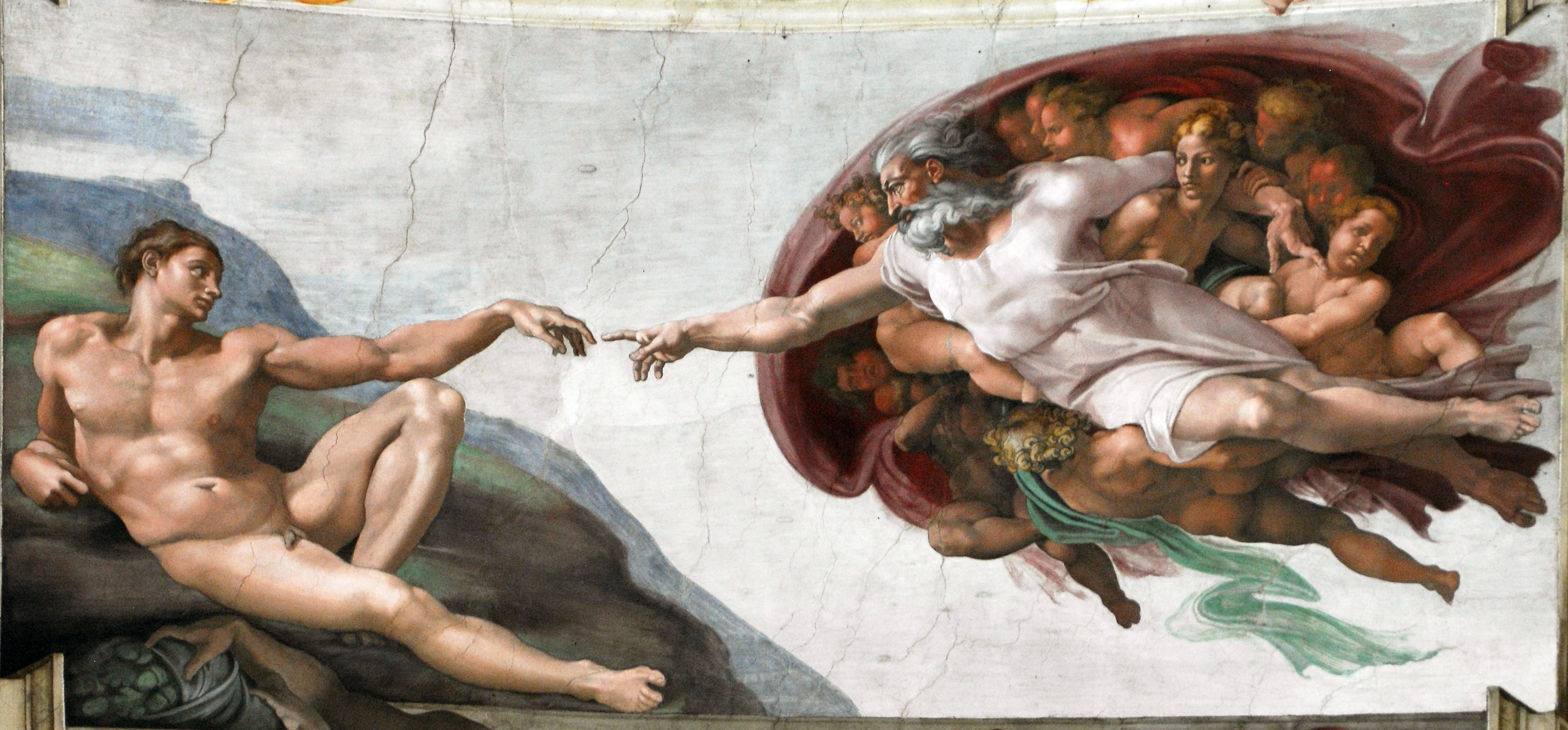
Exempel på figurativ konst: ”Gud skapar Adam” av Michelangelo.

Figurativ konst skildrar igenkännbara objekt som till exempel den mänskliga kroppen. Detta i motsats till abstrakt konst.